# Тапешово
Тапешово (словац. Ťapešovo) — село, громада округу Наместово, Жилінський край. Кадастрова площа громади — 6,72 км².
Населення 750 осіб (станом на 31 грудня 2018 року).

## Історія
Тапешово згадується 1580 року.

## Географія
Протікає річка Неволайка.

## Населення
| Рік:            | 1994. | 2004.    | 2014.    | 2024.    |
| --------------- | ----- | -------- | -------- | -------- |
| Кількість осіб: | 557   | 613      | 688      | 848      |
| Різниця:        |       | +10,05 % | +12,23 % | +23,25 % |

| Рік:            | 2023. | 2024.   |
| --------------- | ----- | ------- |
| Кількість осіб: | 828   | 848     |
| Різниця:        |       | +2,41 % |